# (3318) Blixen
Pour les articles homonymes, voir Blixen.
(3318) Blixen est un astéroïde de la ceinture principale.

## Description
(3318) Blixen est un astéroïde de la ceinture principale. Il fut découvert le 23 avril 1985 à Brorfelde par Poul Jensen et Karl A. Augustesen et nommé d'après la femme de lettres Karen Blixen. Il présente une orbite caractérisée par un demi-grand axe de 3,01 UA, une excentricité de 0,05 et une inclinaison de 11,6° par rapport à l'écliptique.

## Compléments